# Klickokrati
Klickokrati är ett nyord som dök upp i svenskan 2007. Ordet har sedan dess ökat i popularitet, och motsvarar det engelska uttrycket clickocracy och tyska klickokratie. 
Ordet syftar på att den moderna journalistiken blivit alltmer fokuserad på att samla på sig så många "klick" som möjligt –  att få så många läsare som möjligt med diverse knep. Enligt Språktidningen ställs ofta två typer av journalistik mot varandra i modern tid – den klickvänliga typen som består av listor och bilder – och den granskande journalistiken, som ibland beskrivs som någonting som håller på att försvinna. Åsikterna kring klickokratin i journalistiken är spridda, en del anser att fokuset på klick är nödvändigt för att finansiera den granskande journalistiken, eller att även samhällsviktig journalistik kan få många klick/läsare om artiklarna och titlarna utformas på rätt sätt. Andra är mer kritiska till klickokratin, och menar att journalistiken blir alltför fokuserad på att tjäna in så många klick som möjligt.
Frida Mrad definierade i Svenska Dagbladet december 2015 termen som "Ett samhälle där journalistik och politik styrs av vad internetanvändarna föredrar, till exempel genom att klicka på gilla- och delaknappar på nätet". Vidare menade hon att termen blivit aktuell under 2015 till följd av Ulrika Kärnborgs bok Klickokratin, som lyfter fram en dystopisk bild av journalistiken till följd av klickokratin.